# Hapoel Be’er Scheva
HaPoʿel  Beʾer Scheva (hebräisch עֲמֻתַּת הַפּוֹעֵל בְּאֵר שֶׁבַע ʿAmuttat haPōʿel Beʾer Scheva, Plene: עמותת…) ist ein israelischer Fußballverein in der Stadt Beʾer Scheva. Der Verein ist der israelischen Arbeiterbewegung (siehe Histadrut) entsprungen. Das Wort haPōʿel bedeutet der Arbeiter. Der Erstligist gewann viermal die israelische Landesmeisterschaft sowie 1997, 2020 und 2022 den Pokalwettbewerb. Bis Mai 2015 trug der Verein seine Heimspiele im 13.000 Zuschauer fassenden Arthur-Vasermil-Stadion aus, seit der Neueröffnung im September 2015 spielt er im Turner-Stadion, welches ein Fassungsvermögen von 16.126 Zuschauern hat.

## Geschichte
Der Verein wurde 1949, ein Jahr nach dem Staat Israel gegründet. Durch den Aufstieg in die erste Liga 1965 wurde er erstmals landesweit bekannt. Nach der Saison 1969 stieg der Verein wieder ab, stieg aber bereits im Jahr darauf wieder auf.
Die Mitte der 1970er wurde zur goldenen Ära der Vereinsgeschichte. 1975 gewann der Verein seine erste israelische Meisterschaft und konnte den Titel in der darauffolgenden Saison verteidigen. Die Saison 1977 beendete HaPoʿel aber nur mehr einen Platz über den Abstiegsrängen.
In den frühen 1980ern kam es zu einer erneuten kurzen Glückssträhne: 1983 wurde HaPoʿel Dritter und erreichte das Finale im Staatspokal von Israel, verlor dort aber gegen HaPoʿel Bnei Lod mit 3:2 im Elfmeterschießen. Anschließend konnte sich der Club abermals nur knapp vor dem Abstieg retten. 1988, 1994 und 1995 wurde HaPoʿel Dritter in der Liga und erreichte dabei zweimal den UEFA-Pokal. Im ersten Anlauf scheiterte HaPoʿel mit 1:3 und 1:2 an Aris Thessaloniki in der Qualifikation. Im zweiten Anlauf 1995/96 erreichte HaPoʿel durch zwei Siege gegen KS Dinamo Tirana die erste Runde. Dort verlor der Klub 0:5 und 0:7 gegen den FC Barcelona.
1997 wurde HaPoʿel am Ende der Saison Zweiter und gewann durch einen 1:0-Finalsieg gegen Maccabi Tel Aviv auch den Pokal. In der Qualifikation zum Europapokal der Pokalsieger schlug HaPoʿel VMFD Žalgiris Vilnius mit 2:1 und 0:0. In der ersten Runde gab es dann allerdings mit 1:4 und 0:10 zwei Niederlagen gegen Roda JC Kerkrade. Im gleichen Jahr stieg der Verein ab.
In der Saison 2001/02 spielte der Verein wieder in der ersten Liga. Die nächste Saison brachte ein Novum im israelischen Fußball: Zum ersten Mal wurde mit HaPoʿel Beʾer Scheva ein Erstligist im Pokalfinale gegen HaPoʿel Ramat Gan von einem Zweitligisten geschlagen. Der erneute Abstieg 2005 hatte in der folgenden Saison die ersten Derbys mit Maccabi Beʾer Scheva zur Folge.
Am Ende der Saison 2015/16 konnte der Verein zum dritten Mal die israelische Meisterschaft gewinnen. In der Folgesaison 2016/17 wurde der Titel verteidigt.
Im Pokalwettbewerb 2019/20 gewann HaPoʿel Beʾer Scheva das Finale mit 2:0 gegen Maccabi Petach Tikwa. Der Erfolg konnte 2021/22 wiederholt werden, diesmal gegen Maccabi Haifa mit 3:1 im Elfmeterschießen.

## Frühere Spieler
- Ben Sahar
- Elyaniv Barda
- Yossi Benayoun
- Jaʿaqov Cohen
- Alon Mizrahi
- Óscar Garré
- Chaswe Nsofwa
- Sead Halilović
- Ovidiu Hoban
- Đovani Roso
- Blessing Kaku
- Anthony Nwakaeme

## Titel
- Israelischer Meister (5): 1975, 1976, 2016, 2017, 2018
- Israelischer Pokalsieger (4): 1997, 2020, 2022, 2025
- Israelischer Supercupsieger (3): 1974, 2016, 2017